# 周不疑
周不疑（192年—208年），字元直或作文直，零陵郡人，劉表別駕劉先外甥。不疑有異才，但因被曹操猜忌而被殺。

## 生平
周不疑年紀輕輕有異才，很聰明又才思敏捷。曹操見過周不疑後欣賞其才智，想嫁女給他，但他不接受。後曹操想任命其為議郎，但他也不接受。當時周不疑和曹操子曹沖皆被認為是年幼而聰明的人，但建安十三年（208年）曹沖去世後，不疑卻引來曹操猜忌，想將他殺害。當時曹丕試圖勸止，但曹操卻說：「這個人不是你可以駕馭的。」最終還是派刺客殺了他。周不疑死時十七歲，當時留有四首文論。

## 逸事
- 據說劉先曾派周不疑到劉巴那處學習，但為劉巴所拒[5]。
- 有傳曹操發動白狼山之戰時，在攻打柳城時無計可施，因周不疑獻出十策才攻得下柳城。但有學者盧弼認為其死時十七歲，曹操攻柳城時才十六歲。且不疑是零陵人，才十多歲的孩子不太可能會跟著曹軍遠至柳城，對此事真確性有所懷疑。[6]但若按《御览》所引，周不疑为长安人，曹操在周不疑十三岁时就知道他的话则此事似乎可信。且曹丕十岁即从军至宛[7]。夏侯荣十三岁与父同战死于定军山[8]，可知当时童子从军乃平常事，卢说恐非，然上述舉例皆為沙場父子兵，周不疑父親並無任將隨軍難以說明童子上陣為常態。
- 一次出現了白雀祥瑞，不疑和眾儒生都已經為此作了頌，但曹操召見了不疑，給他紙筆，他隨即又作了一篇，令曹操大感奇異[9]。